# Jakob Pernisch
Jakob Pernisch (* 1717 in S-chanf; † 17. Oktober 1807) war ein Schweizer reformierter Theologe.

## Leben
Jakob Pernisch wurde 1717 in S-chanf im Oberengadin geboren. 1736 begann er ein dreijähriges Theologiestudium an der Universität Basel. Nach Abschluss des Studiums wurde er am 26. Juni 1739 in Zernez in die Bündner Synode aufgenommen, womit er als Pfarrer in Graubünden tätig sein durfte. Allerdings wirkte er bereits seit 1737 als Pfarrer der Gemeinde Vicosoprano.
1771 ernannte ihn die Synode zum Vizedekan des Gotteshausbundes. Im Folgejahr wurde er als Geistlicher nach Samedan berufen, 1781 wurde er Präses des Oberengadiner Kolloquiums. Vom Pfarramt in Samedan trat er 1800 in den Ruhestand und verstarb am 17. Oktober 1807.
Pernischs Wirken umfasste den Kampf gegen die Herrnhuter Brüdergemeine, die damals Einflüsse auf die graubündnerischen Theologen hatte. Er trat bedeutend im sogenannten Herrnhuterstreit in Graubünden auf. So setzte er sich in der Synode stark gegen die Herrnhuter Brüdergemeine ein. 1778 löste er mit seinen Genossen die Synode in Sent auf, da ihm dort zu sehr mit den Herrnhutern sympathisiert wurde. Infolgedessen war er mit der Synode und anderen Geistlichen des Kantons in den nächsten Jahren zerstritten. Dabei betrieb er Propaganda gegen die Brüdergemeine, indem er sein Amt innerhalb der Synode missbrauchte. Ferner stritt er sich jahrelang mit der Synode um eine Trauung, die er vollzogen hatte, obwohl er wusste, dass sie nicht gesetzlich war. Auch seine Schriften dienten der Propaganda gegen die Brüdergemeine.

## Werke
- Esposizione della differenza infra del falso Salvador de’ Zinzendorfiani, e di Gesu Christo […] alla sepoltura del Signor Pietro Planta […] il 5.3.1773 (ohne Ort, ohne Jahr)
- Confutazione della famosa lettera che ha per titolo: Epistola ad Jacibum Pernisium, fatta da Giacomo Pernice di Samedano (Chur 1776)
- Risposta all’autenticazione dell’Epistola in diffesa dell Zinzendorfianissimo nella Retia. Data da Giacomo Pernice (Chur 1777)
- Note di Jacopo Pernice sopra un libello famoso che ha per autori Giovanni Caprez ed Antonio Zanuc col ministro Jacopo Valentin (ohne Ort 1778)